# Ghána etnikumai
A Ghánában élő népcsoportok listája.
| - Ada - Adangbe - Adele - Agni - Agona - Ahafo - Ahanta - Akan - Akwamu - Akwapim - Akim - Akpafu - Akposo - Animere - Anufo - Anum - Ashanti - Apollo - Assin - Avatime - Awutu - Bassari - Banafo - Bimoba - Birifor - Bissa - Bowili - Buëm - Builsa - Brong | - Dagaare - Dankyira - Dagomba - Dangme - Dompo - Dwang - Ewe - Fante - Fulbe - Fon - Frafra - Ga - Gikyode - Gonja - Grusi - Gurense - Hakali - Hala - Hanga - Hausza - Herepon - Humburung - Ibibio - Ife - Igbo - Joruba - Jula - Jwira-Pepesa - Kabiyé - Kalabari | - Kamara - Kantosi - Kasem - Koma - Konkomba - Kplang - Kracsi - Krepi - Krobo - Kulango - Kusaal - Kru - Kwahu - Kwahu Dukoman - Kyombaron - Lama - Larteh - Lobi - Lelemi - Ligbi - Likpe - Logba - Lolobi - Mandinka - Mamprusi - Mo - Mossi - Nabra - Namnam - Nankansi | - Nanumba - Nawdm - Nawuri - Nchumbulu - Nkonya - Ntcham - Ntrubo - Nyangbo - Nzema - Paasaal - Peki - Safaliba - Santrokofi - Sefwi - Sekpele - Shai - Sisaala West - Tafi - Talega - Tallensi - Tampulma - Tabom - Temba - Tumulung - Tutrugbu - Vagla - Wali - Wasa - Yoruba, lásd joruba - Zerma |